# Trap Phone
Trap Phone è un singolo del rapper italiano Gué Pequeno, pubblicato il 7 settembre 2018 come primo estratto dal quinto album in studio Sinatra.

## Video musicale
Il video, diretto dal collettivo The Astronauts, è stato reso disponibile il 17 settembre 2018 attraverso il canale YouTube del rapper.

## Tracce
1. Trap Phone (feat. Capo Plaza) – 3:20

## Classifiche
| Classifica (2018) | Posizione massima |
| ----------------- | ----------------- |
| Italia            | 1                 |